# Równina Kutnowska
Równina Kutnowska (318.71) – mezoregion fizycznogeograficzny w centralnej Polsce, stanowiący północno-zachodnią część Niziny Środkowomazowieckiej. Region graniczy od północy z Kotliną Płocką i Pojezierzem Kujawskim, od zachodu z Wysoczyzną Kłodawską, od południa z Kotliną Kolską i Równiną Łowicko-Błońską a od wschodu z Kotliną Warszawską. Równina Kutnowska leży na pograniczu województw łódzkiego i mazowieckiego.
Mezoregion jest płaską, pochyloną ku południu równiną denudacyjną położoną na wysokości 90–100 m n.p.m. W zachodniej części równiny występują wzgórza morenowe w formie ostańców (tzw. moreny kutnowskie) o wysokościach dochodzących do 160 m. Głównymi ciekami wodnymi regionu są rzeki Ochnia i Słudwia (dopływy Bzury). Na terenie Równiny Kutnowskiej występują urodzajne gleby co nadaje jej charakter rolniczy.
Główne ośrodki miejskie regionu to Kutno (na zachodnim skraju), Gostynin (częściowo), Żychlin i Gąbin (na pograniczu regionu), ponadto wsie Kiernozia, Oporów, Sanniki, Pacyna, Bedlno, Strzelce, Chąśno i Kocierzew Południowy.